# Liste der Bodendenkmäler in Ruhstorf an der Rott
Auf dieser Seite sind die Bodendenkmäler in dem niederbayerischen Markt Ruhstorf an der Rott zusammengestellt. Diese Tabelle ist eine Teilliste der Liste der Bodendenkmäler in Bayern. Grundlage ist die Bayerische Denkmalliste, die auf Basis des Bayerischen Denkmalschutzgesetzes vom 1. Oktober 1973 erstmals erstellt wurde und seither durch das Bayerische Landesamt für Denkmalpflege geführt wird. Die folgenden Angaben ersetzen nicht die rechtsverbindliche Auskunft der Denkmalschutzbehörde.

## Bodendenkmäler in Ruhstorf an der Rott

### Bodendenkmäler in der Gemarkung Eholfing
| Lage                | Objekt | Akten-Nr.     | Bild |
| ------------------- | --- | ------------- | ---- |
| Eholfing (Standort) | Siedlung der Linearbandkeramik, der Stichbandkeramik, der Gruppe Oberlauterbach, der Münchshöfener und der Altheimer Gruppe sowie der späten Latènezeit.                                                | D-2-7546-0042 |      |
| Eholfing (Standort) | Siedlung des späten Neolithikums und der späten Latènezeit sowie Villa rustica der mittleren römischen Kaiserzeit.                                                                                      | D-2-7546-0043 |      |
| Eholfing (Standort) | Siedlung des Neolithikums, der Bronzezeit oder der Urnenfelderzeit, der späten Latènezeit sowie der mittleren und späten römischen Kaiserzeit.                                                          | D-2-7546-0044 |      |
| Eholfing (Standort) | Siedlung des Alt- und Mittelneolithikums und der Latènezeit. | D-2-7546-0045 |      |
| Eholfing (Standort) | Siedlung des Spätneolithikums. | D-2-7546-0046 |      |
| Eholfing (Standort) | Siedlung der Linearbandkeramik, der Münchshöfener und der Altheimer Gruppe, der späten Latènezeit und der mittleren römischen Kaiserzeit.                                                               | D-2-7546-0047 |      |
| Eholfing (Standort) | Untertägige mittelalterliche und frühneuzeitliche Befunde im Bereich der spätgotischen katholischen Filialkirche St. Vitus in Eholfing, darunter die Spuren von Vorgängerbauten bzw. älteren Bauphasen. | D-2-7546-0048 |      |
| Eholfing (Standort) | Verebnete vorgeschichtliche Grabhügel und Siedlung vor- und frühgeschichtlicher Zeitstellung. | D-2-7546-0049 |      |
| Eholfing (Standort) | Siedlung des Neolithikums, der Bronzezeit, der späten Latènezeit und der mittleren und späten römischen Kaiserzeit sowie des Mittelalters bzw. der Neuzeit.                                             | D-2-7546-0141 |      |
| Eholfing (Standort) | Siedlung des Neolithikums, der Latènezeit und der römischen Kaiserzeit. | D-2-7546-0143 |      |
| Eholfing (Standort) | Siedlung des Neolithikums, unter anderem der Linearbandkeramik. | D-2-7546-0146 |      |

### Bodendenkmäler in der Gemarkung Engertsham
| Lage                  | Objekt                                                                 | Akten-Nr.     | Bild |
| --------------------- | ---------------------------------------------------------------------- | ------------- | ---- |
| Engertsham (Standort) | Siedlung der Linearbandkeramik sowie des Mittel- und Spätneolithikums. | D-2-7546-0051 |      |

### Bodendenkmäler in der Gemarkung Hütting
| Lage               | Objekt | Akten-Nr.     | Bild |
| ------------------ | --- | ------------- | ---- |
| Hütting (Standort) | Grabhügel vorgeschichtlicher Zeitstellung, unter anderem der Bronzezeit, sowie Schürf- bzw. Materialgruben vor- und frühgeschichtlicher Zeitstellung.                                                               | D-2-7545-0048 |      |
| Hütting (Standort) | Siedlung des Neolithikums, unter anderem der Linear- und der Stichbandkeramik, der Münchshöfener und der Altheimer Gruppe, sowie der Bronzezeit und Latènezeit.                                                     | D-2-7545-0049 |      |
| Hütting (Standort) | Siedlung des Mittelneolithikums, unter anderem der Gruppe Oberlauterbach, und des Spätneolithikums. | D-2-7545-0050 |      |
| Hütting (Standort) | Verebneter Graben vor- und frühgeschichtlicher Zeitstellung. | D-2-7545-0051 |      |
| Hütting (Standort) | Verebnetes Grabenwerk vor- und frühgeschichtlicher Zeitstellung. | D-2-7545-0052 |      |
| Hütting (Standort) | Siedlung vor- und frühgeschichtlicher Zeitstellung. | D-2-7545-0053 |      |
| Hütting (Standort) | Untertägige mittelalterliche und frühneuzeitliche Befunde im Bereich der spätgotischen katholischen Pfarrkirche St. Philippus und Jakobus in Hader, darunter die Spuren von Vorgängerbauten bzw. älteren Bauphasen. | D-2-7545-0219 |      |
| Hütting (Standort) | Siedlung des Neolithikums und der späten Latènezeit sowie des Hochmittelalters. | D-2-7545-0241 |      |
| Hütting (Standort) | Siedlung des Neolithikums, der Bronzezeit und Latènezeit sowie des Mittelalters und der Neuzeit. | D-2-7545-0244 |      |

### Bodendenkmäler in der Gemarkung Ruhstorf an der Rott
| Lage                            | Objekt | Akten-Nr.     | Bild |
| ------------------------------- | --- | ------------- | ---- |
| Ruhstorf an der Rott (Standort) | Grabhügel vorgeschichtlicher Zeitstellung. | D-2-7545-0055 |      |
| Ruhstorf an der Rott (Standort) | Untertägige mittelalterliche und frühneuzeitliche Befunde im Bereich der spätgotischen katholischen Filialkirche St. Peter und Paul (Siebenschläferkirche) in Rotthof, darunter die Spuren von Vorgängerbauten bzw. älteren Bauphasen und spätmittelalterliche Bestattungen. | D-2-7545-0056 |      |
| Ruhstorf an der Rott (Standort) | Siedlung der Hallstattzeit mit viereckigem Grabenwerk, Siedlung der Latènezeit und der mittleren römischen Kaiserzeit. | D-2-7545-0057 |      |
| Ruhstorf an der Rott (Standort) | Siedlung der Linearbandkeramik, der Stichbandkeramik, der Gruppe Oberlauterbach, der Münchshöfener, der Schussenrieder und der Altheimer Gruppe. | D-2-7545-0058 |      |
| Ruhstorf an der Rott (Standort) | Siedlung des Spätneolithikums und der Latènezeit. | D-2-7545-0059 |      |
| Ruhstorf an der Rott (Standort) | Siedlung des Neolithikums. | D-2-7545-0060 |      |
| Ruhstorf an der Rott (Standort) | Siedlung der Linearbandkeramik, der Stichbandkeramik, der Gruppe Oberlauterbach, der Münchshöfener Gruppe und der frühen Bronzezeit. | D-2-7545-0061 |      |
| Ruhstorf an der Rott (Standort) | Siedlung der Gruppe Oberlauterbach. | D-2-7545-0062 |      |
| Ruhstorf an der Rott (Standort) | Siedlung des Neolithikums. | D-2-7545-0063 |      |
| Ruhstorf an der Rott (Standort) | Verebnete Grabhügel vorgeschichtlicher Zeitstellung. | D-2-7545-0064 |      |
| Ruhstorf an der Rott (Standort) | Siedlung und verebnetes Grabenwerk vor- und frühgeschichtlicher Zeitstellung. | D-2-7545-0065 |      |
| Ruhstorf an der Rott (Standort) | Mittelalterlicher Sitz und untertägige Befunde des frühneuzeitlichen Schlosses Kleeberg. | D-2-7545-0226 |      |
| Ruhstorf an der Rott (Standort) | Mittelalterlicher Sitz und untertägige Befunde des frühneuzeitlichen Schlosses Pillham mit mehreren Bauphasen. | D-2-7545-0228 |      |
| Ruhstorf an der Rott (Standort) | Siedlung des Neolithikums, der späten Latènezeit und der mittleren römischen Kaiserzeit sowie des Hochmittelalters. | D-2-7545-0242 |      |
| Ruhstorf an der Rott (Standort) | Siedlung vorgeschichtlicher Zeitstellung, unter anderem des Neolithikums. | D-2-7545-0245 |      |
| Ruhstorf an der Rott (Standort) | Siedlung des Neolithikums und der späten Latènezeit sowie des Mittelalters. | D-2-7545-0246 |      |
| Ruhstorf an der Rott (Standort) | Verebneter mittelalterlicher Burgstall und späterer Hofmarkssitz Ruhstorf an der Rott. | D-2-7546-0053 |      |
| Ruhstorf an der Rott (Standort) | Siedlung der Urnenfelderzeit, der späten Latènezeit und der mittleren römischen Kaiserzeit. | D-2-7546-0054 |      |
| Ruhstorf an der Rott (Standort) | Siedlung der Altheimer und Chamer Gruppe, der frühen Bronzezeit und der späten Latènezeit. | D-2-7546-0056 |      |
| Ruhstorf an der Rott (Standort) | Untertägige mittelalterliche und frühneuzeitliche Befunde im Bereich der spätgotischen katholischen Filialkirche St. Nikolaus in Rottersham, darunter die Spuren von Vorgängerbauten bzw. älteren Bauphasen.                                                                 | D-2-7546-0077 |      |
| Ruhstorf an der Rott (Standort) | Untertägige mittelalterliche und frühneuzeitliche Befunde im Bereich der spätbarocken katholischen Pfarrkirche Maria Himmelfahrt in Ruhstorf an der Rott, darunter die Spuren von Vorgängerbauten bzw. älteren Bauphasen.                                                    | D-2-7546-0137 |      |
| Ruhstorf an der Rott (Standort) | Siedlung des Spätneolithikums, unter anderem der Chamer Gruppe, der Bronzezeit und Latènezeit, der mittleren römischen Kaiserzeit sowie des Mittelalters. | D-2-7546-0140 |      |
| Ruhstorf an der Rott (Standort) | Siedlung des Neolithikums, der Bronzezeit und der römischen Kaiserzeit. | D-2-7546-0142 |      |

### Bodendenkmäler in der Gemarkung Schmidham
| Lage                 | Objekt | Akten-Nr.     | Bild |
| -------------------- | --- | ------------- | ---- |
| Schmidham (Standort) | Verebnete Grabhügel vorgeschichtlicher Zeitstellung.                                                                                       | D-2-7545-0066 |      |
| Schmidham (Standort) | Grabhügel vorgeschichtlicher Zeitstellung.                                                                                                 | D-2-7545-0067 |      |
| Schmidham (Standort) | Verebnete Viereckschanze der späten Latènezeit.                                                                                            | D-2-7545-0068 |      |
| Schmidham (Standort) | Verebnete Viereckschanze der späten Latènezeit.                                                                                            | D-2-7545-0069 |      |
| Schmidham (Standort) | Siedlung des Neolithikums und der späten Latènezeit.                                                                                       | D-2-7545-0070 |      |
| Schmidham (Standort) | Verebnete Grabhügel vorgeschichtlicher Zeitstellung.                                                                                       | D-2-7545-0079 |      |
| Schmidham (Standort) | Untertägige mittelalterliche und frühneuzeitliche Befunde im Bereich der abgegangenen katholischen Filialkirche St. Nikolaus in Essenbach. | D-2-7545-0232 |      |
| Schmidham (Standort) | Untertägige Siedlungsteile im Bereich des abgegangenen frühneuzeitlichen Hofmarkssitzes von Hörgertsham.                                   | D-2-7545-0235 |      |
| Schmidham (Standort) | Siedlung des Neolithikums, unter anderem des Spätneolithikums, sowie der Latènezeit.                                                       | D-2-7545-0243 |      |
| Schmidham (Standort) | Siedlung des Endneolithikums und der Latènezeit.                                                                                           | D-2-7545-0247 |      |

### Bodendenkmäler in der Gemarkung Sulzbach am Inn
| Lage                       | Objekt | Akten-Nr.     | Bild |
| -------------------------- | --- | ------------- | ---- |
| Sulzbach am Inn (Standort) | Bestattungsplatz der mittleren Latènezeit. | D-2-7546-0060 |      |
| Sulzbach am Inn (Standort) | Bestattungsplatz der mittleren Latènezeit. | D-2-7546-0061 |      |
| Sulzbach am Inn (Standort) | Bestattungsplatz und Siedlung der römischen Kaiserzeit, frühmittelalterliche Reihengräber sowie Siedlung des Neolithikums, der Bronzezeit und des frühen Mittelalters.                                  | D-2-7546-0063 |      |
| Sulzbach am Inn (Standort) | Verebnete Grabhügel vorgeschichtlicher Zeitstellung. | D-2-7546-0064 |      |
| Sulzbach am Inn (Standort) | Siedlung des Neolithikums, der Hallstattzeit und der Latènezeit. | D-2-7546-0065 |      |
| Sulzbach am Inn (Standort) | Siedlung des Neolithikums, der Bronzezeit und der Latènezeit. | D-2-7546-0075 |      |
| Sulzbach am Inn (Standort) | Untertägige mittelalterliche und frühneuzeitliche Befunde im Bereich der spätgotischen katholischen Pfarrkirche St. Stefan in Sulzbach, darunter die Spuren von Vorgängerbauten bzw. älteren Bauphasen. | D-2-7546-0139 |      |